# Manitou Beach-Devils Lake
Manitou Beach-Devils Lake – jednostka osadnicza w Stanach Zjednoczonych, w stanie Michigan, w hrabstwie Lenawee.